# Hermitage-Sandyville
Hermitage-Sandyville is een gemeente (town) in de Canadese provincie Newfoundland en Labrador. De gemeente ligt aan de zuidkust van het eiland Newfoundland.

## Geschiedenis
De gemeente werd in 1963 onder de naam Hermitage opgericht als local government community (LGC). In 1980 werden LGC's op basis van The Municipalities Act als bestuursvorm afgeschaft. De gemeente werd daarop automatisch een community om via een algemene wet in 1996 uiteindelijk een town te worden. In 2002 werd de naam van de gemeente veranderd van Hermitage naar Hermitage-Sandyville.

## Geografie
Hermitage-Sandyville bevindt zich in het westen van het schiereiland Connaigre en telt twee plaatsen: Hermitage en Dawson's Cove (ook Sandyville genaamd). Hermitage, de hoofdplaats van de gemeente, ligt aan de noordkust van een subschiereiland van Connaigre, aan de oevers van Hermitage Bay. Het 2 km zuidelijker gelegen Dawson's Cove ligt aan de zuidkust van het bovenvermelde subschiereiland en grenst aan Connaigre Bay. Beide plaatsen worden aangedaan door provinciale route 364.

## Veerdiensten
Vanuit de haven van Hermitage vertrekt meermaals per dag een ferry naar de gemeente Gaultois (gelegen op Long Island) en ook vrijwel iedere dag een naar het gehucht McCallum, die beide geen weg ernaartoe hebben.

## Demografie
Demografisch gezien is Hermitage-Sandyville, net zoals de meeste kleine gemeenten op Newfoundland, aan het krimpen. Tussen 1991 en 2021 daalde de bevolkingsomvang van 756 naar 404. Dat komt neer op een daling van 352 inwoners (-46,6%) in dertig jaar tijd.
| Jaar | Aantal inwoners | Verschil |
| ---- | --------------- | -------- |
| 1991 | 756             | –        |
| 1996 | 687             | -9,1%    |
| 2001 | 602             | -12,4%   |
| 2006 | 499             | -17,1%   |
| 2011 | 450             | -9,8%    |
| 2016 | 422             | -6,2%    |
| 2021 | 404             | -4,3%    |